# Heterosamara caudata
Heterosamara caudata là một loài thực vật có hoa trong họ Polygalaceae. Loài này được (Rehder & E.H. Wilson) Paiva & P. Silveira mô tả khoa học đầu tiên năm 2007.